# Принцип бівалентності
Принцип бівалентності — принцип, згідно якого будь-яке (значуще) твердження є істинним або хибним. Його часто плутають із законом виключеного третього та законом суперечності. Деякі філософи логіки заперечують, що ці принципи різні.

## Принцип бівалентності та закон виключеного третього
Якщо «Tp» означає «p є істинним», а «T~p» означає «p є хибним», і якщо використовується стандартна логічна нотація, бівалентність є «Tp ∨ T~p», а виключене третє — «T(p ∨ ~p)». Те, що це різні принципи, демонструє той факт, що в теорії ймовірностей, де «Tp» можна виразити як «Pr(p) = 1», бівалентність «(Pr(p) = 1) ∨ (Pr(~p) = 1)» не вірно для всіх значень p, тоді як виключене третє «Pr(p ∨ ~p) = 1» вірно для всіх визначених значень p.

## Принцип бівалентності та закон суперечності
Якщо припущене, що деякі (значущі) твердження не мають істинного значення чи ймовірності, і зовнішнє заперечення «~Tp» відрізнене від внутрішнього заперечення «T~p», можна відрізнити бівалентність і виключене третє від суперечності, а саме «~(Tp & T~p)», що еквівалентно «~Tp ∨ ~T~p».

## Різниця
Стандартна істинно-функціональна логіка не бачить різниці між «p» і «Tp», або «~Tp» і «T~p», і тому не може розрізнити три принципи. Деякі філософи логіки заперечують існування такої різниці.